# Gumiane
 Gumiane  là một xã thuộc tỉnh Drôme đông nam nước Pháp. Xã Gumiane nằm ở khu vực có độ cao từ 632-1600 mét trên mực nước biển.
Dân số năm 2006 là 328 người.